# Richard Fikentscher
Richard Fikentscher (* 2. April 1903 in Augsburg; † 16. Juni 1993 in München) war ein deutscher Frauenarzt, Geburtshelfer sowie Hochschullehrer.

## Leben und Wirken
Richard Fikentscher, der Sohn des bereits in der dritten Generation ärztlich tätigen Sanitätsrates sowie praktischen Arztes Dr. med. Max Fikentscher, wandte sich nach dem Abitur dem Studium der Medizin an den Universitäten München sowie Kiel, das er 1927 in München mit dem Staatsexamen abschloss. 1928 erhielt er sein Approbation und wurde zum Dr. med. promoviert. Während seines Studiums wurde er Mitglied des AGV München.
Im unmittelbaren Anschluss übernahm Fikentscher eine Assistentenstelle bei Geheimrat Max Borst am Pathologischen Institut der Universität München. 1931 wechselte er in derselben Funktion zu Ludwig Nürnberger an die Universitätsfrauenklinik Halle. Dort habilitierte er sich 1935 und wurde zum Oberarzt ernannt. Ein Jahr später wurde er Privatdozent. 1938 kehrte Fikentscher an die Universität München zurück, wo ihm die Position des Oberarztes an der II. Frauenklinik unter Otto Eisenreich übertragen wurde. 1942 erfolgte seine Ernennung zum außerplanmäßigen Professor.
Ende 1945 wurde Fikentscher von der amerikanischen Militärregierung entlassen, da er während der Zeit des Nationalsozialismus Mitarbeiter im Hauptamt für Volksgesundheit der NSDAP und zum 1. Mai 1933 der Partei beigetreten war (Mitgliedsnummer 2.241.663). Er war außerdem Mitglied der SA, 1. Sturmbannarzt des Sturmes III/36 Halle, Mitglied im NSDÄB und NSDDB und an der Durchführung von Zwangssterilisierungen beteiligt.
Im Rahmen der Entnazifizierung wurde Richard Fikentscher im ersten Spruchkammerverfahren im März 1948 als Mitläufer
eingestuft, im Berufungsverfahren im Juli 1948 erhielt er das Prädikat „entlastet“.
Nachdem Fikentscher in den Nachkriegsjahren als niedergelassener Frauenarzt in München tätig gewesen war, wurde er im Oktober 1950 als Extraordinarius zum Direktor der II. Frauenklinik der Universität an der Lindwurmstraße bestellt und 1962 zum ordentlichen Professor berufen. Zusätzlich fungierte Fikentscher seit 1953 als geschäftsführender Direktor der Universitätskliniken links der Isar.
Fikentscher hatte sich insbesondere durch seine Forschungen zur weiblichen Unfruchtbarkeit einen internationalen Ruf erworben. Einer seiner Schüler war Kurt Semm, bei dem er das Interesse für die Behandlung von Patientinnen mit unerfülltem Kinderwunsch weckte. 1958 gründete er mit Josef-Peter Emmrich (Magdeburg), Kurt Semm (München), Paul Jordan (Münster) und Harry Tillmann (Gießen) in München die Deutsche Gesellschaft zum Studium der Fertilität und Sterilität, die 1998 in die Deutsche Gesellschaft für Reproduktionsmedizin umbenannt wurde.
Das Postulat seines früheren Hallenser Chefs Nürnberger, dass man nicht mehr die sterile Frau, sondern die sterile Ehe behandeln müsse, übertrug Fikentscher 1958 in sein Schema zur Behandlung der sterilen Ehe, welches weltweit richtungsweisend in die Fachliteratur einging und auch heute noch Bestand hat.
1973 wurde Richard Fikentscher emeritiert, war jedoch noch bis zu seinem 85. Lebensjahr in freier Praxis
tätig. Er verstarb im Juni 1993 im Alter von 90 Jahren in München.

## Ehrungen
Richard Fikentscher wurde zum Ehrenmitglied der Bayerischen Gesellschaft für Geburtshilfe und Frauenheilkunde sowie der Deutschen Gesellschaft für Gynäkologie und Geburtshilfe ernannt.

## Schriften (Auswahl)
- Multiple Infarktbildung der Nieren bei Encarteriitis luetica obliterans: ein Beitrag zur Heubner’schen Endarteriitis und zur Nierensyphilis. Dissertation, Ludwig-Maximilians-Universität München, 1928
- Untersuchungen über den Porphyrinstoffwechsel in der Schwangerschaft, Enke, Stuttgart, 1935
- Vorträge gehalten auf der Gemeinschaftstagung der Deutschen Gesellschaft zum Studium der Fertilität und Sterilität und der Österreichischen Gesellschaft zum Studium der Sterilität und Fertilität in Lindau/Bodensee am 30. September 1959, in: Band 2 von Beiträge zur Fertilität und Sterilität, Enke, Stuttgart, 1960